# 埼玉運輸支局

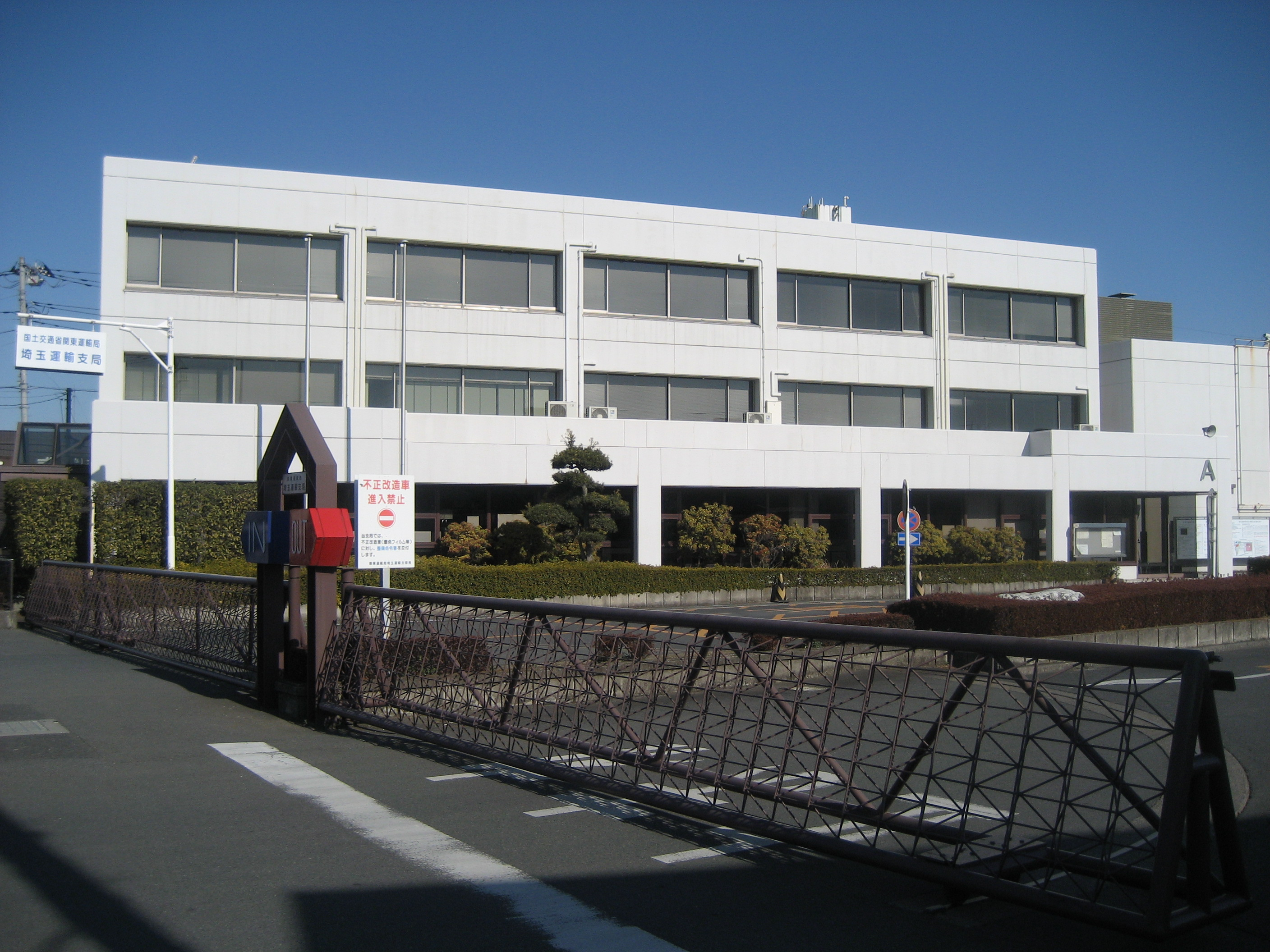
埼玉運輸支局

埼玉運輸支局（さいたまうんゆしきょく）は、国土交通省の地方支分部局である運輸支局のひとつ。関東運輸局管内で、埼玉県内の業務を取り扱う。
埼玉県さいたま市西区に所在し、傘下に3箇所の出先機関（自動車検査登録事務所）を有する。海事部門の業務のうち、船舶登録関係の業務は扱わない。

## 概要

### 所在地
戦後の一時期は県庁所在地である旧浦和市に運輸支局があったが、近隣の二ツ宮に免許センター（現在は鴻巣市に移転）があったこともあり、隣接する旧大宮市郊外の現在地に移転した。
発行ナンバープレートは当初は埼玉県全域で「埼」であったが、1975年に「埼玉」ナンバーから「大宮」ナンバーに変更されたため、当時の県庁所在地である「浦和」ナンバーは誕生しなかった。さいたま市誕生後も「さいたま」ナンバーに変更されることはなかった。
- 埼玉運輸支局：埼玉県さいたま市西区大字中釘2154-2
- 熊谷自動車検査登録事務所：埼玉県熊谷市御稜威ヶ原字下林701-4
  - 秩父市で週1回、借り上げ施設を使用して出張車検手続きを行っている。
- 所沢自動車検査登録事務所：埼玉県所沢市大字牛沼字下原兀688-1
- 春日部自動車検査登録事務所：埼玉県春日部市増戸723-1

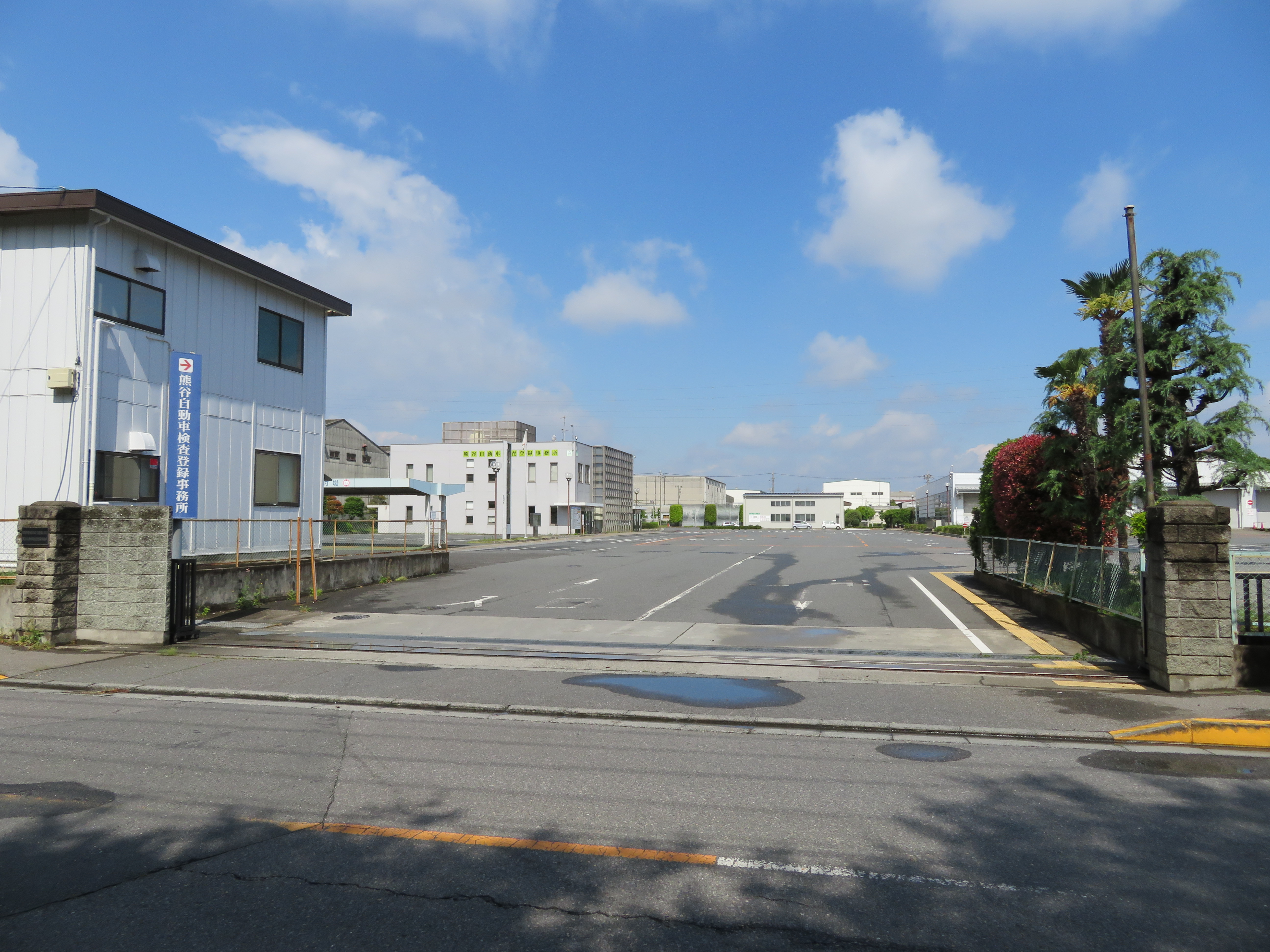
熊谷自動車検査登録事務所
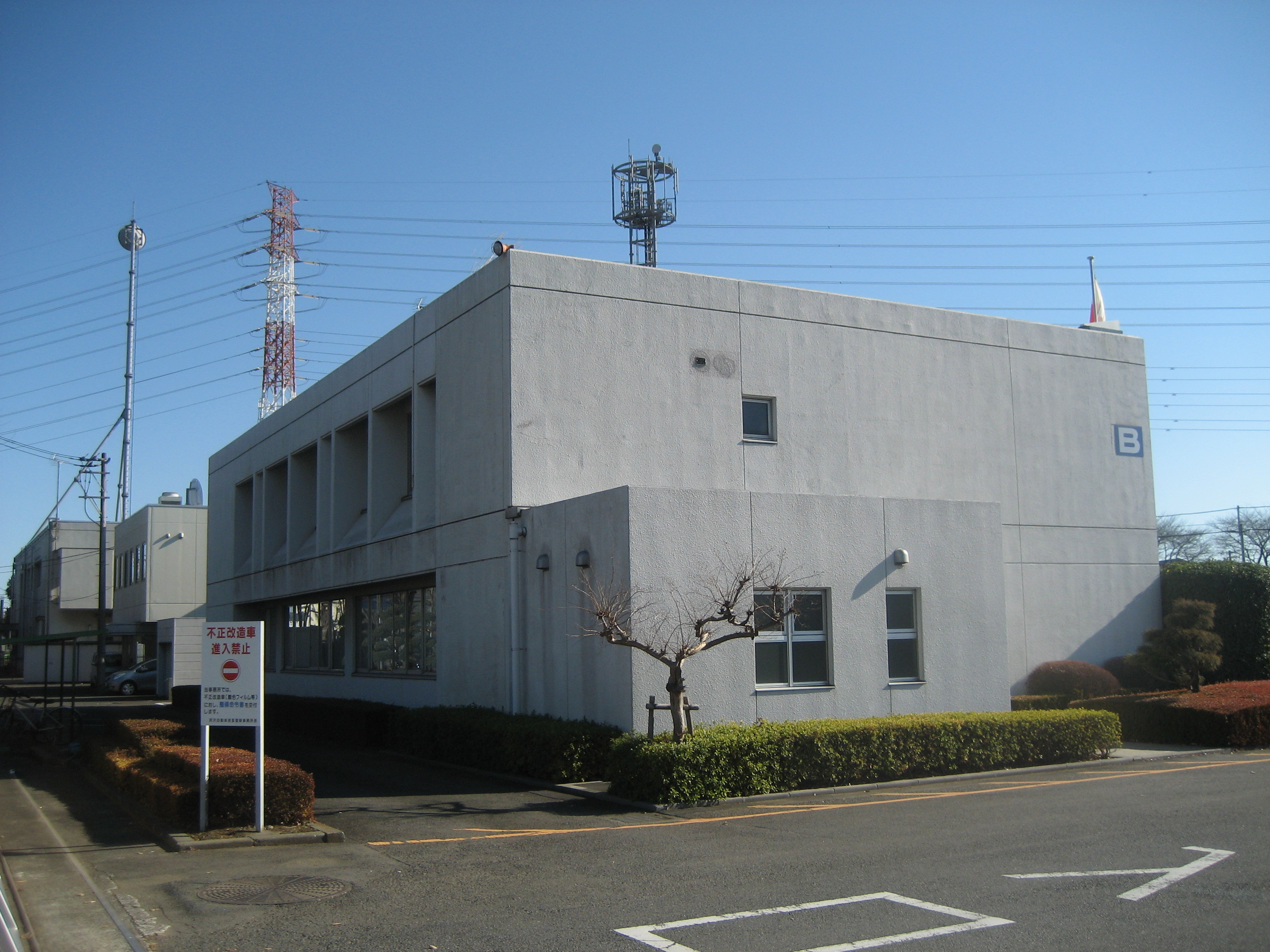
所沢自動車検査登録事務所
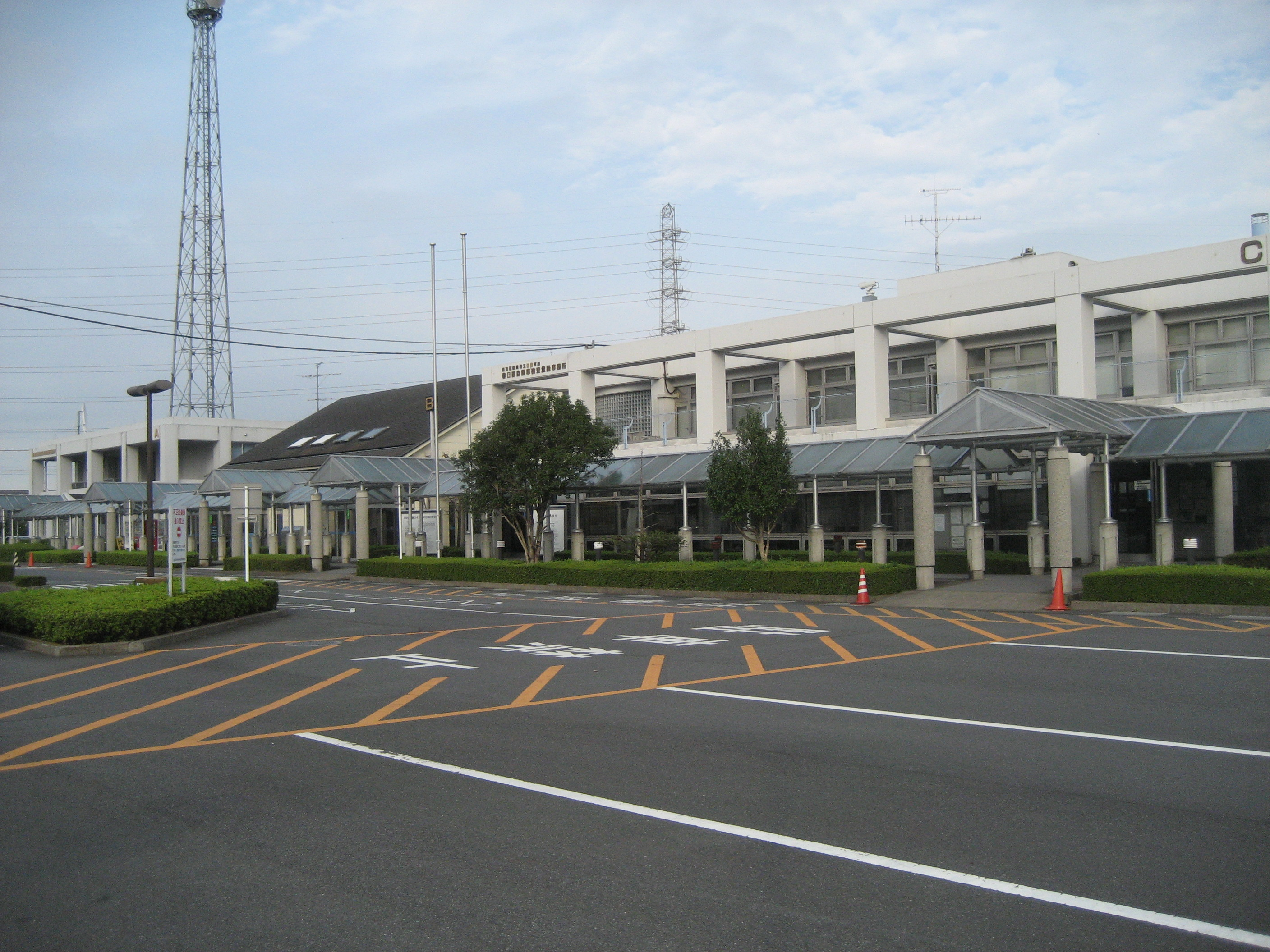
春日部自動車検査登録事務所

## 沿革
- 1949年 - 運輸省埼玉県陸運事務所として開設。
- 1951年 - 「埼」ナンバーの交付開始。
- 1975年3月20日 - 埼玉県陸運事務所熊谷支所開設、「熊谷」ナンバーの交付開始。埼玉県陸運事務所で交付するナンバーを「大宮」ナンバーに変更。
- 1982年2月1日 - 埼玉県陸運事務所所沢支所開設、「所沢」ナンバーの交付開始。
- 1985年4月1日 - 埼玉陸運支所に改組。各支所は自動車検査登録事務所に改組された。
- 1990年11月26日 - 春日部自動車検査登録事務所開設、「春日部」ナンバーの交付開始。
- 2002年7月1日 - 前年の中央省庁再編に伴い、埼玉運輸支局に改組。海事部門の業務開始。
- 2006年10月10日 - 所沢自動車検査登録事務所管内で、ご当地ナンバー「川越」の交付開始[1]。
- 2010年3月23日 - 南埼玉郡菖蒲町が新設合併により久喜市となり、「大宮」ナンバーから「春日部」ナンバーに変更。
- 2014年11月17日 - 埼玉運輸支局管内でご当地ナンバー「川口」の交付開始[2]、春日部自動車検査登録事務所管内でご当地ナンバー「越谷」の交付開始[2]。

## 管轄区域
- 埼玉運輸支局
  - 埼玉県中部 - さいたま市、川口市、上尾市、蕨市、戸田市、桶川市、北本市、蓮田市、白岡市、北足立郡
  - 「大宮」ナンバー
  - 「川口」ナンバー（ご当地ナンバー：川口市）
- 熊谷自動車登録事務所
  - 埼玉県北西部 - 熊谷市、秩父市、行田市、加須市、本庄市、東松山市、羽生市、鴻巣市、深谷市、比企郡、秩父郡、児玉郡、大里郡
  - 「熊谷」ナンバー
- 所沢自動車登録事務所
  - 埼玉県南西部 - 川越市、所沢市、飯能市、狭山市、入間市、朝霞市、志木市、和光市、新座市、ふじみ野市、富士見市、坂戸市、鶴ヶ島市、日高市、入間郡
  - 「所沢」ナンバー
  - 「川越」ナンバー（ご当地ナンバー：川越市、坂戸市、鶴ヶ島市、入間郡毛呂山町、入間郡越生町）
- 春日部自動車登録事務所
  - 埼玉県東部 - 春日部市、草加市、越谷市、久喜市、八潮市、三郷市、幸手市、吉川市、北葛飾郡、南埼玉郡
  - 「春日部」ナンバー
  - 「越谷」ナンバー（ご当地ナンバー：越谷市）

## さいたまナンバー導入議論
旧浦和市と旧大宮市が合併してさいたま市となった後も「さいたま」ナンバーに変更されていないため、東京運輸支局を除くと県名と県庁所在地名のナンバープレートの両方がない全国で唯一の運輸支局となっている。県庁所在地名のナンバープレートがないのは、他に甲府、津、大津、松江、松山、那覇がある。また、廃止された市名を使用するナンバープレートとしても全国唯一である。
合併後、「さいたま」ナンバーへの変更が度々さいたま市議会で議題となっているが、実現には至っていない。4文字のナンバープレートとしてはすでに「尾張小牧」、「伊勢志摩」がある。
また、旧浦和市の人口が旧大宮市より多く県庁所在地でもあったことから、ご当地ナンバーの一つとして「浦和」ナンバー創設の要望が長らく続いており、こちらもさいたま市議会でも議題となることがあるものの、実現には至っていない。
逆にご当地ナンバー制度を用いた形で「さいたま」ナンバーを導入する案もあったが、さいたま市内で導入した場合、同市以外が「大宮」ナンバーとなり、ねじれが発生することから当制度を使えず、仮に制度を適用した場合は管轄内全てのナンバーを「さいたま」で発行する必要があることから見送られた。なお、大阪市内に「なにわ」ナンバーが誕生し、ねじれが発生した事例がある。
さいたま市に隣接する川口市と越谷市では、2014年にご当地ナンバーとして、各市単位で「川口」ナンバーと「越谷」ナンバーが創設されている。